# San Francisco Chapulapa
San Francisco Chapulapa là một đô thị thuộc bang Oaxaca, México. Năm 2005, dân số của đô thị này là 1968 người.